# Georg Philipp Rugendas
Pour les articles homonymes, voir Rugendas.
Georg Philipp Rugendas (27 novembre 1666 - 1742) est un peintre et graveur de batailles et de genres militaires, né dans la ville impériale libre d'Augsbourg, dans l'actuelle Bavière, en Allemagne. 

## Biographie
Il fut l'élève d'Isaak Fisches, peintre qui était spécialisé en peintures d'histoire. Il prit Parrocel, Lembke et Tempesta comme modèles, mais forma son style plus particulièrement par l'étude des différentes phases de la profession militaire, d'après la vie réelle. Il poursuit ses études pendant deux ans à Vienne, et en 1692 sous la direction d'Antonio Molinari à Venise. De là, il partit pour Rome.
Lors du siège et du pillage d'Augsbourg en 1703, il s'exposa à de grands dangers en dessinant, au milieu des affrontements, les scènes qui l'entouraient. Les six gravures qui en résultent constituent peut-être la partie la plus remarquable de son œuvre. Ses peintures à l'huile peuvent être étudiées à la galerie Brunswick, qui contient neuf pièces de bataille réalisées de sa main.

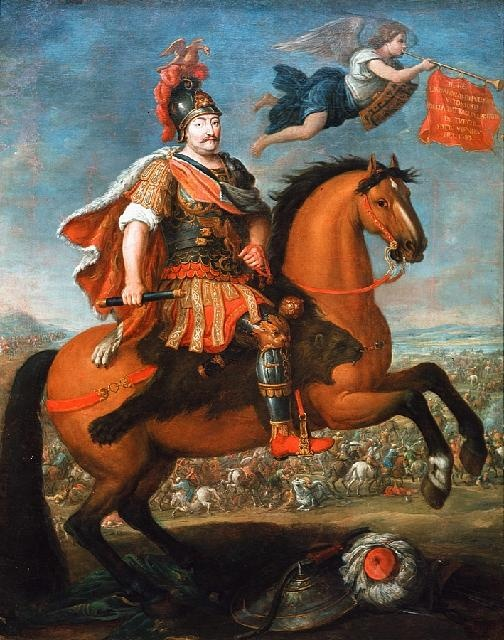
Jean III Sobieski (années 1690).
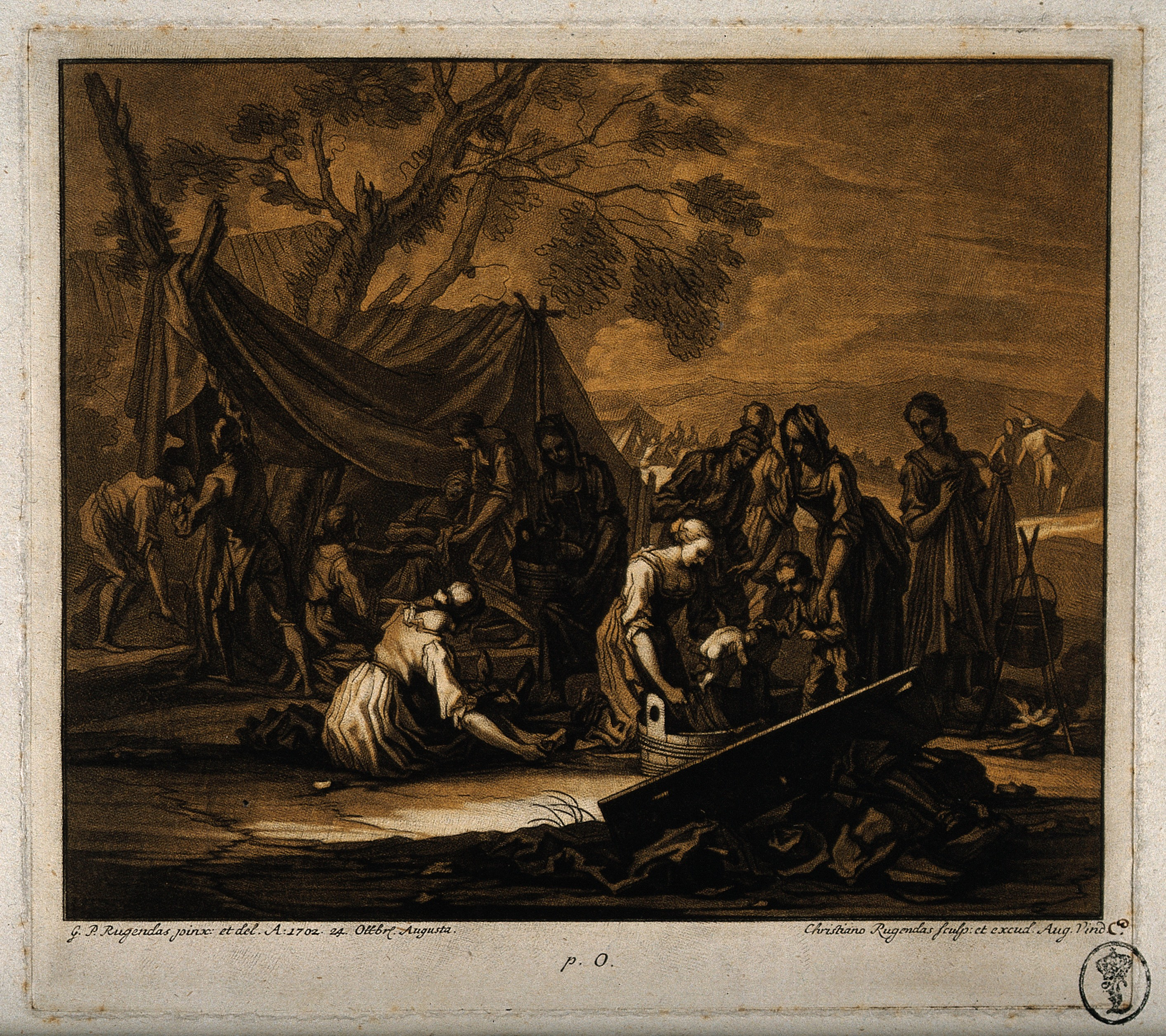
A group of female travellers washing and taking care of a new born baby whilst the mother recovers in a tent, aquatinte colorée (1702).

## Revue des troupes, son œuvre majeure[réf.nécessaire]
Parmi les œuvres notables de Georg Philipp Rugendas, Revue des troupes (Review of Troops à l'Art Institute of Chicago) se distingue par son traitement unique des thèmes militaires, un domaine dans lequel Rugendas excelle. Cette œuvre, conservée à l'Art Institute of Chicago, illustre la maîtrise de Rugendas dans la représentation de scènes militaires, un sujet récurrent dans son travail.[réf. nécessaire]
La précision des détails et la vivacité des scènes de bataille dans cette œuvre témoignent de son talent à capturer l'essence du moment militaire, tout en offrant une perspective historique et artistique significative.[réf. nécessaire]